# Defy You
«Defy You» és el dissetè senzill de la banda californiana The Offspring però no formava part de cap dels seus àlbums sinó de la banda sonora de la pel·lícula Orange County. Fou enregistrat durant el 2001 després del llançament de l'àlbum Conspiracy of One. Fou el darrer senzill de la banda on Ron Welty era el bateria de la banda, que va abandonar The Offspring per centrar-se en el seu projecte paral·lel Steady Ground.
Malgrat que inicialment havia de ser inclòs en el següent treball de la banda, que finalment fou Splinter, aquesta cançó no fou inclosa en cap dels següents àlbums d'estudi llevat de la compilació Greatest Hits. Tanmateix, una versió acústica de la cançó es va incloure en l'edició japonesa de Splinter.
El videoclip promocional fou filmat al novembre de 2001 i dirigit per Dave Meyers, que anteriorment ja havia dirigit el videoclip de «Original Prankster». Estrenat el 8 de desembre de 2001, mostra bàsicament a la banda tocant davant d'una botiga on succeeixen diversos esdeveniments relacionats amb el títol de la cançó. Posteriorment fou inclòs en la compilació de vídeos Complete Music Video Collection (2005).

## Llista de cançons
| Núm. | Títol                                        | Durada |
| ---- | -------------------------------------------- | ------ |
| 1.   | «Defy You»                                   | 3:51   |
| 2.   | «One Hundred Punks» (versió de Generation X) | 3:14   |
| 3.   | «Self Esteem» (directe)                      | 4:17   |
| 4.   | «Want You Bad» (directe)                     | 3:23   |